# G-Unit Records
La G-Unit Records è un'etichetta discografica statunitense fondata nel 2003 dal cantante rap 50 Cent e dal suo deejay Sha Money XL. Fra i due però non c'è più un buon rapporto ed infatti Sha non è più nell'etichetta.
Artista scoperto da Eminem e dalla Aftermath, il rapper 50 Cent fondò l'etichetta, oltre per una volontà di rendersi indipendente, anche per dare visibilità ad alcuni colleghi, quali Young Buck, Tony Yayo e la prima donna messa sotto contratto dall'etichetta, Olivia.
Oltre a produzioni proprie, la G-Unit si è più volte cimentata in Joint Ventures, collaborazioni tra artisti o gruppi di artisti appartenenti ad altre etichette discografiche, o che hanno fondato la loro, come Lil Jon, Lil Scrappy, Freeway 40 Glocc.

## Storia
50 Cent prima di fondare la label che prende il nome dal suo gruppo aveva realizzato diversi mixtape tra il 2002 e gli inizi del 2003 con Lloyd Banks e Tony Yayo. Dopo la diffusione di quei progetti il rapper newyorkese reclutò Young Buck nel suo gruppo e ciò spinse Fifty ad allargare le sue aspettative riguardo ad un suo successo commerciale. Nel frattempo collaborò con vari DJ della scena underground del Queens tra cui DJ Whoo Kid, con lui Fifty lavorò per i primi mixtape che uscirono per l'etichetta. Ma la fondazione vera e propria della G-Unit Records si vide alla luce solo dopo che 50 Cent fece la conoscenza con un altro DJ e beatmaker già noto in quegli ultimi anni, Sha Money XL, è insieme a lui che 50 Cent fondò la label ma questo solo dopo il successo internazionale di Get Rich Or Die Tryin' lanciato dalla Shady Records di Eminem e dalla Aftermath Entertainment di Dre.
Il primo disco distribuito dalla G-Unit fu il primo disco del gruppo, Beg For Mercy, uscito a fine 2003, fu il primo successo del gruppo e dell'etichetta e nella prima settimana fece già 300 000 copie per poi arrivare alle 5 milioni di copie 2 anni dopo, i singoli di successo furono Poppin' Them Thangs e Smile. Fu il primo disco della G-Unit a vedere la partecipazione di Young Buck ed anche il primo a non vedere Tony Yayo per il fatto che doveva scontare una pena di un anno in carcere.

## Artisti scritturati dalla G-Unit
- 50 Cent
- Lloyd Banks
- Tony Yayo
- Young Buck
- G-Unit
- Olivia
- Mobb Deep
- M.O.P.
- Spider Loc
- Young Hot Rod
- The Game
- Pauly D